# 프랑켄슈타인의 아들
프랑켄슈타인의 아들(Son of Frankenstein)은 유니버설 스튜디오의 프랑켄슈타인 시리즈의 3번째 영화이다. 로우랜드 V. 리가 감독을 맡았다.

## 출연

### 주연
- 배질 라스본
- 보리스 칼로프
- 벨라 루고시

### 조연
- 리오넬 앳윌
- 조세핀 허친슨
- 도니 듀나건
- 엠마 던
- 드와이트 프라이어
- 페리 어빈스
- 로렌스 그랜트
- 리오넬 벨모어
- 마이클 마크
- 구스타프 본 세이퍼티츠
- 톰 리켓츠

## 기타
- 원작자: 메리 쉘리
- 의상: 베라 웨스트